# Erika Janensch
Erika Janensch (* 15. Juni 1891 in Bad Harzburg; † 30. Oktober 1961 in Kirchzarten) war eine deutsche Kindergärtnerin, Jugendleiterin, Wohlfahrtspflegerin und Seminarleiterin.

## Leben
Erika Johanna Janensch wuchs in gutbürgerlichen Verhältnissen in Berlin auf. Ihr Vater, Geheimrat Hans Walther Janensch, war königl. Regierungsbaumeister, die Mutter, Johanna Auguste Janensch geb. Vocke, zeichnete für den Haushalt und die Erziehung ihrer beiden Töchter verantwortlich. Zum Freundeskreis der Familie zählten u. a. Adolf von Harnack, Friedrich Naumann, Theodor Heuss und seine Frau Elly Heuss-Knapp. Über Anna von Gierke, die ebenfalls mit der Familie befreundet war, kam sie mit ehrenamtlicher Sozialarbeit in Berührung. Es war auch Letztgenannte, die Janensch dazu ermutigte eine Ausbildung  zur Kindergärtnerin und Jugendleiterin zu absolvieren. Ferner besuchte sie noch die Soziale Frauenschule, die von Alice Salomon, mit der Janensch zeitlebens in Kontakt stand, gegründet und geleitet wurde. Nachfolgend arbeitete sie als Schulpflegerin in Berlin-Charlottenburg und unterrichtete zugleich am Seminar für Kindergärtnerinnen und Hortnerinnen des Jugendheims. Nach dem Ersten Weltkrieg übernahm sie den Aufbau eines Jugendamtes in Guben. 1924 wurde Janensch die Verantwortung für das Kindergärtnerinnenseminar des Diakonissenhauses Lutherstift in Frankfurt an der Oder übertragen, das 1938 von der Stadt übernommen wurde. Mit dem Schuljahr 1938/39 sollte dem Seminar eine Frauenschule für Volkspflege angegliedert werden, deren Leitung Janensch  übernehmen sollte. Bisher konnte nicht geklärt werden, ob tatsächlich die geplante Ausbildungsstätte errichtet wurde. Nach Flucht und Vertreibung wurde ihr die Ausarbeitung der Stoffpläne für die christliche Unterweisung an Kindergärtnerinnen- und Hortnerinnenseminaren im Auftrag der Westfälischen Landeskirche übertragen.  1947 übernahm Janensch die Vorbereitung zur Eröffnung eines Ev. Kindergärtnerinnenseminars in Hamburg-Barmbeck, gegen dessen Errichtung sich allerlei Widerstände erhoben.  Bereits ein Jahr später übertrug man ihr die Leitung des Ev. Kindergärtnerinnenseminars mit Schülerinneninternat sowie einem Lehrkindergarten in Freiburg/Brsg. 1958 ging Janensch in den Ruhestand.

## Werke (Auswahl)
- Bericht über die Tagung des Deutschen Fröbelverbandes in Bremen, in: Christliche Kinderpflege 1925, S. 221–223
- Fröbels Idee der Mütterbildung in unseren heutigen Ausbildungsstätten, in: Kindergarten 1927, S. 228–232
- Zur Geschichte der Frauenbildung, Breslau 1933
- Kindertagesstätten als Abstellgleise der modernen Gesellschaft, in: Evangelische Kinderpflege 1954, S. 25–29